# Copa Airlines Colombia
AeroRepública S.A. operando como Copa Airlines Colombia é uma linha aérea comercial de passageiros colombiana fundada em novembro de 1992,  atualmente é a segunda companhia aérea na Colômbia por passageiros internacionais mobilizados depois da Avianca e a terceira em tráfico total. Cobre destinos nacionais e internacionais desde o Aeroporto Internacional El Dorado de Bogotá e desde as principais cidades da Colômbia. É uma subsidiária da Copa Airlines de Panamá e atrás da Avianca a segunda maior companhia aérea do país.
Em 2014, a Copa recebeu o prémio de ”Leading Airline for Mexico and Central America“ (Companhia Líder para o México e América Central) dos World Travel Awards. A Copa pode gabar-se de um desempenho dento do horário de cerca de 90%, dentre as melhores do mundo, e foi nomeada a "companhia aérea mais pontual na América Latina“ pela FlightStats dois anos de seguida.

## Frota
Com a data de maio de 2019, a Copa Airlines Colômbia tem os seguintes aeronaves:
| Aeronave       | Em serviço | Endomenda | Opções | Passageiros | Passageiros | Passageiros | Notas |
| Aeronave       | Em serviço | Endomenda | Opções | J           | Y           | Total       | Notas |
| -------------- | ---------- | --------- | ------ | ----------- | ----------- | ----------- | ----- |
| Boeing 737-700 | 5          | —         | —      | 12          | 112         | 124         | —     |
| Embraer E-190  | 7          | —         | —      | 10          | 84          | 94          | —     |
| Embraer E-190  | 7          | —         | —      | 12          | 88          | 100         | —     |
| Total          | 12         | 0         | 0      |             |             |             |       |